# 10 Gigabit Ethernet

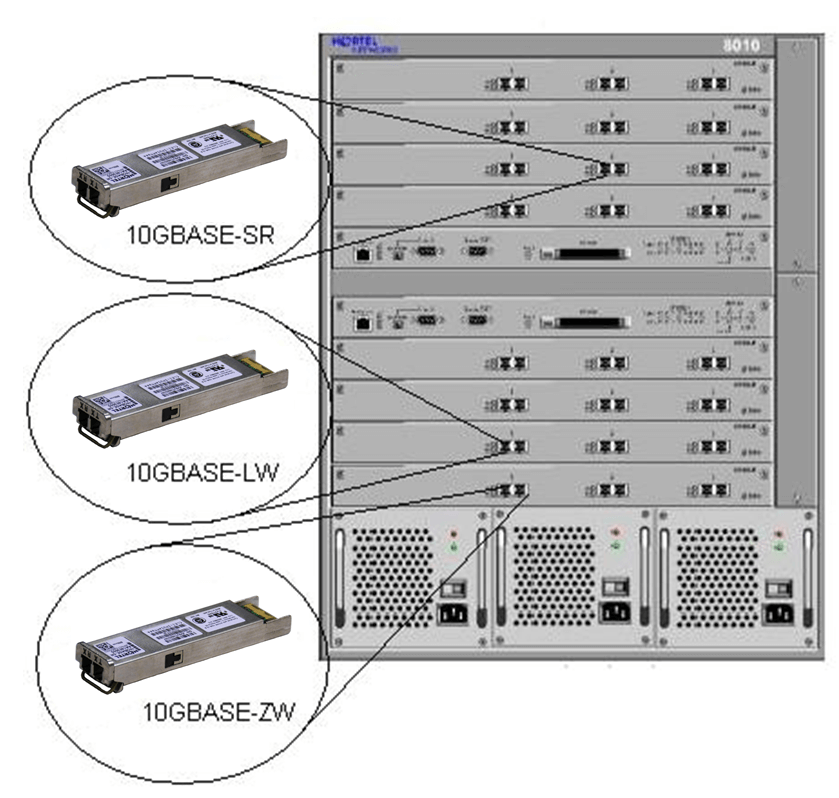
Router puertos 10 Gigabit Ethernet y tres tipos físicos módulo de capa

10 Gigabit Ethernet (XGbE o 10GbE) es el más reciente (año 2003) y más rápido de los estándares Ethernet.
IEEE 802.3ae define una versión de Ethernet con una velocidad nominal de 10 Gbit/s, diez veces más rápido que gigabit Ethernet.
El estándar 10 Gigabit Ethernet contiene siete tipos de medios para LAN, MAN y WAN. Ha sido especificado en el estándar suplementario IEEE 802.3ae, y será incluido en una futura revisión del estándar IEEE 802.3.
Hay diferentes estándares para el nivel físico (PHY) . La letra X significa codificación 8B/10B y se usa para interfaces de cobre. La variedad óptica más común se denomina LAN PHY, usada para conectar routers y switches entre sí. Aunque se denomine como LAN se puede usar con 10GBase-LR y 10GBase-ER hasta 80 km. LAN PHY usa una velocidad de línea de 10.3 Gbit/s y codificación 66B (1 transición cada 66 bits al menos). WAN PHY (marcada con una W) encapsula las tramas Ethernet para la transmisión sobre un canal SDH/SONET STS-192c.
- 10GBASE-SR (short range, corto alcance). Diseñada para funcionar en distancias cortas sobre cableado de fibra óptica multimodo, permite una distancia entre 26 y 82 m dependiendo del tipo de cable. También admite una distancia de 300 m sobre una nueva fibra óptica multimodo de 2000 MHz/km (usando longitud de onda de 850nm).
- 10GBASE-CX4. Interfaz de cobre que usa cables InfiniBand CX4 y conectores InfiniBand 4x para aplicaciones de corto alcance (máximo 15 m), tales como conectar un conmutador a un enrutador. Es la interfaz de menor coste pero también el de menor alcance. 2.5 Gbps por cada cable.
- 10GBASE-LX4. Usa multiplexión por división de longitud de onda para distancias entre 240 m y 300 m sobre fibra óptica multimodo. También admite hasta 10 km sobre fibra monomodo. Usa longitudes de onda alrededor de los 1310 nm.
- 10GBASE-LR (long range, largo alcance). Este estándar permite distancias de hasta 10 km sobre fibra monomodo (usando 1310nm).
- 10GBASE-ER (extended range, alcance extendido). Este estándar permite distancias de hasta 40 km sobre fibra monomodo (usando 1550nm). Recientemente varios fabricantes han introducido interfaces enchufables de hasta 80-km.
- 10GBASE-LRM. http://www.ieee802.org/3/aq/, 10 Gbit/s sobre cable de FDDI- de 62.5 µm.
- 10GBASE-SW, 10GBASE-LW y 10GBASE-EW. Estas variedades usan el WAN PHY, diseñado para interoperar con equipos OC-192/STM-64 SONET/SDH usando una trama ligera SDH/SONET. Se corresponden en el nivel físico con 10GBASE-SR, 10GBASE-LR y 10GBASE-ER respectivamente, y por ello usan los mismos tipos de fibra y permiten las mismas distancias. No hay un estándar WAN PHY que corresponda al 10GBASE- LX4.
- 10GBASE-T (802.3an - 2007)
  - UTP-6 o UTP-7.
  - Distancia < 100 m
  - PAM-16.